# ان‌جی‌سی ۶۸۶۱
ان‌جی‌سی ۶۸۶۱ (انگلیسی: NGC 6861) نام یک کهکشان عدسی در صورت فلکی تلسکوپ است.